# Collado de Contreras
Collado de Contreras – gmina w Hiszpanii, w prowincji Ávila, w Kastylii i León, o powierzchni 18,44 km². W 2011 roku gmina liczyła 224 mieszkańców.